# جام ملت‌های فوتبال ساحلی آسیا ۲۰۱۷
قهرمانی فوتبال ساحلی آسیا ۲۰۱۷ هشتمین دوره فوتبال ساحلی که از ۱۴–۲۱ اسفندماه ۱۳۹۵، توسط کنفدراسیون فوتبال آسیا  در مالزی برگزار شد. این مسابقات پیشتر قرار بود ۲ بهمن‌ماه ۱۳۹۵ برگزار شود اما به تعویق افتاد. سه تیم برتر به جام جهانی فوتبال ساحلی ۲۰۱۷ باهاماس صعود کردند.

## تیم‌های شرکت‌کننده
در این مسابقات ۱۴ تیم حضور داشتند.
- افغانستان
- بحرین
- چین
- ایران
- عراق
- ژاپن
- لبنان
- مالزی
- برمه انصراف داد.
- عمان
- قطر
- تایلند
- امارات متحدهٔ عربی
- ازبکستان

## مرحله گروهی
تیم‌ها به چهار گروه A, B، C تقسیم‌بندی شدند.
ازبکستان پیش از آغاز مرحله گروهی از شرکت در مسابقات انصراف داده بود.

### گروه A
بحرین ۵–۰ چین 
 افغانستان ۵–۳ مالزی 
 افغانستان ۷–۲ چین 
 ایران ۱۴–۰ مالزی 
 ایران ۶–۱ افغانستان 
 بحرین ۶–۵ مالزی 
 بحرین ۶–۴ افغانستان 
 ایران ۱۰–۰ مالزی 
 مالزی ۲–۱ چین 
 ایران ۵–۲ بحرین 

### گروه B
عمان ۳–۲ تایلند 
 لبنان ۶–۱ تایلند 
 لبنان ۴–۳ عمان 

### گروه C
امارات ۶–۰ عراق 
 ژاپن ۱۴–۰ قطر 
 امارات ۸–۱ قطر 
 ژاپن ۱۱–۲ عراق 
 عراق ۲–۲ قطر  در ضربات پنالتی عراق پیروز شد.
 امارات ۵–۴ ژاپن 

### رویارویی
بازی‌های نیمه‌پایانی بر اساس بهترین تیم دوم مشخص شد:
- اگر بهترین تیم دوم از گروه A: برنده گروه A مقابل برنده گروه C؛ برنده گروه B در مقابل تیم دوم گروه A
- اگر بهترین تیم دوم از گروه B: برنده گروه A مقابل برنده گروه B؛ برنده گروه C در مقابل تیم دوم گروه B
- اگر بهترین تیم دوم از گروه C: برنده گروه C مقابل برنده گروه B؛ برنده گروه A در مقابل تیم دوم گروه C

|  | Semi-finals           | Semi-finals |                   |   | Final | Final |
|  |                       |             |                   |   |       |       |
|  |                       |             |                   |   |       |       |
|  |                       |             |                   |   |       |       |
|  | امارات متحدهٔ عربی (پ) | ۴ (۲)       |                   |   |       |       |
|  | امارات متحدهٔ عربی (پ) | ۴ (۲)       |                   |   |       |       |
|  | لبنان                 | ۴ (۱)       |                   |   |       |       |
|  | لبنان                 | ۴ (۱)       | امارات متحدهٔ عربی | ۲ |       |       |
|  |                       |             | امارات متحدهٔ عربی | ۲ |       |       |
|  |                       | ایران       | ۷                 |   |       |       |
|  | ایران                 | ایران       | ۷                 | ۸ |       |       |
|  | ایران                 |             |                   | ۸ |       |       |
|  | ژاپن                  | ۶           |                   |   |       |       |
|  | ژاپن                  | ۶           | 3rd place         |   |       |       |
|  |                       |             |                   |   |       |       |
|  |                       |             |                   |   |       |       |
|  |                       |             |                   |   |       |       |
|  | لبنان                 | ۳           |                   |   |       |       |
|  | لبنان                 | ۳           |                   |   |       |       |
|  | ژاپن                  | ۶           |                   |   |       |       |

## قهرمان
| قهرمان فوتبال ساحلی ملت های آسیا ۲۰۱۷ |
| ------------------------------------- |
| تیم ملی فوتبال ساحلی ایران            |
| دومین قهرمانی                         |